# Bill Anderson (sångare)
James William Anderson III, mer känd som Bill Anderson, född 1 november 1937 i Columbia, South Carolina, är en amerikansk countrysångare, låtförfattare och TV-personlighet. Han har gett ut mer än 40 studioalbum och har nått förstaplatsen på den amerikanska countrymusikens topplista sju gånger: "Mama Sang a Song" (1962), "Still" (1963), "I Get the Fever" (1966), "For Loving You" (med Jan Howard, 1967), "My Life (Throw It Away If I Want To)" (1969), "World of Make Believe" (1974), och "Sometimes" (med Mary Lou Turner, 1976). 29 av hans singlar har dessutom nått tio-i-topp. På grund av sin "softa" röststil med drag av narrationer har han fått smeknamnet "Whisperin' Bill". Bland de musiker som spelat in hans låtar kan nämnas Ray Price, Connie Smith, Lynn Anderson, Jim Reeves, Brad Paisley,  Kenny Chesney och George Strait.

## Diskografi (urval)
Album (topp 50 på Billboard Charts - Top Country Album)
- 1962 – Country Heart Songs (#42)
- 1963 – Still (#10)
- 1964 – Bill Anderson Sings (#7)
- 1965 – From This Pen (#7)
- 1965 – Bright Lights and Country Music (#6)
- 1966 – I Love You Drops (#1)
- 1967 – Get While the Gettin's Good (#8)
- 1967 – Greatest Hits Volume 1 (#6)
- 1967 – I Can Do Nothing Alone	 (#23)
- 1968 – For Loving You (med Jan Howard) (#6)
- 1968 – Wild Weekend (#10)
- 1968 – Happy State of Mind (#24)
- 1969 – Story (#42)
- 1969 – My Life / But You Know I Love You (#4)
- 1970 – If It's All the Same to You (med Jan Howard) (#25)
- 1970 – Love Is a Sometimes Thing (#10)
- 1970 – Where Have All Our Heroes Gone (#27)
- 1971 – Always Remember (#13)
- 1971 – Greatest Hits Volume 2 (#18)
- 1972 – Bill and Jan or Jan and Bill (med Jan Howard) (#9)
- 1972 – For All the Lonely Women In the World (#14)
- 1972 – Don't She Look Good (#10)
- 1973 – Bill (#15)
- 1974 – Whispering (#17)
- 1975 – Turn the Radio On / Talk to Me Ohio (#22)
- 1976 – Sometimes (med Mary Lou Turner) (#6)
- 1976 – Peanuts and Diamonds and Other Jewels (#12)
- 1977 – Scorpio (#21)
- 1977 – Billy Boy and Mary Lou (med Mary Lou Turner) (#39)
- 1978 – Love and Other Sad Stories (#37)
- 1979 – Ladies' Choice (#44)

Singlar (topp 10 på Billboard Hot Country Songs)
- 1960 – "The Tip of My Fingers" (#7)
- 1960 – "Walk Out Backwards" (#9)
- 1961 – "Po' Folks" (#9)
- 1962 – "Mama Sang a Song" (#1)
- 1963 – "Still" (#1)
- 1963 – "8 x 10" (#2)
- 1964 – "Five Little Fingers" (#5)
- 1964 – "Me" (#8)
- 1966 – "I Get the Fever" (#1)
- 1967 – "Get While the Gettin's Good" (#5)
- 1967 – "No One's Gonna Hurt You Anymore" (#10)
- 1968 – "Wild Weekend" (#2)
- 1968 – "Happy State of Mind" (#2)
- 1969 – "My Life (Throw It Away If I Want To)" (#1)
- 1969 – "But You Know I Love You" (#2)
- 1970 – "Love Is a Sometimes Thing" (#5)
- 1970 – "Where Have All Our Heroes Gone" (#6)
- 1971 – "Always Remember" (#6)
- 1971 – "Quits" (#3)
- 1972 – "All the Lonely Women in the World" (#5)
- 1972 – "Don't She Look Good" (#2)
- 1973 – "If You Can Live With It (I Can Live Without It)" (#2)
- 1973 – "The Corner of My Life" (#2)
- 1974 – "World of Make Believe" (#1)
- 1974 – "Every Time I Turn the Radio On" (#7)
- 1976 – "Peanuts and Diamonds" (#10)
- 1977 – "Liars One, Believers Zero" (#6)
- 1977 – "Head to Toe" (#7)
- 1978 – "I Can't Wait Any Longer" (#4)